# 盟 (行政區劃)

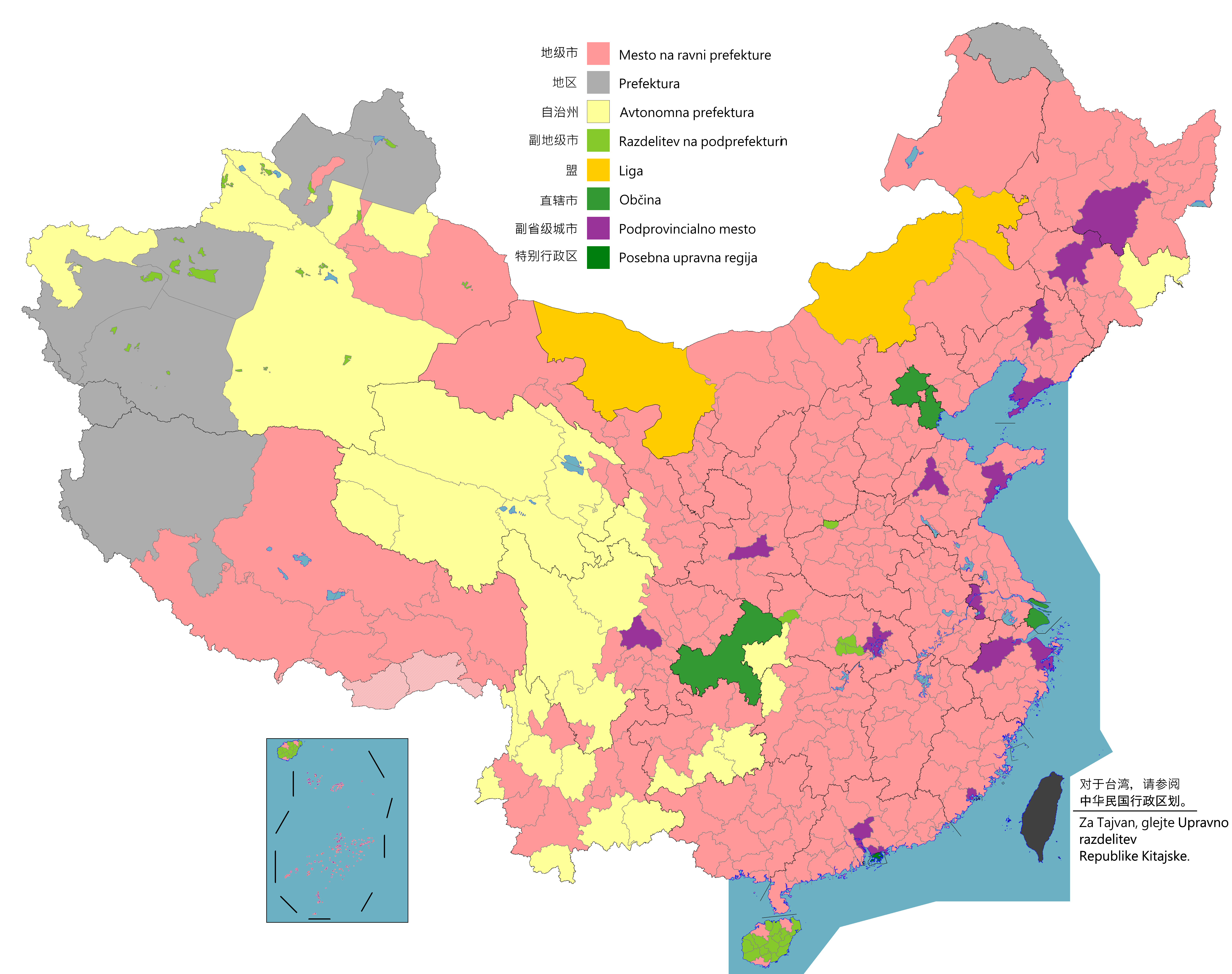
中华人民共和国地图，图中橙黄色即为现存的盟

盟（汉语拼音字母：aimag）又称艾马克。清代蒙古将其作为旗以上的监察区，不负责行政事务；至民国时，与旗演变为中国蒙古族地区特有的行政区单位；中华人民共和国成立後，改為内蒙古自治区直辖的地級行政區单位，相当于其他省和自治区的“地区”。各盟不设国家机构人民代表大会和人民政府，管理机构为内蒙古自治区人民代表大会常务委员会各盟工作委员会和各盟行政公署。盟下辖区域包括若干个县级行政区（县、旗、县级市）。

## 沿革

### 清代
蒙古各部自古就有会盟习俗，清代初年沿用旧时的“楚固拉干”（汉语拼音字母：Qûûlgan，卫拉特语多译为“丘尔干”）为盟，与旗形成盟旗制。清廷规定，每三年各盟选出之盟长都要在指定地点“简稽军实，巡阅边防，清理刑名，编审丁册”，盟长仅负责协调各旗之间的军事和司法关系，而没有行政权力。崇德年间，清廷派员参加漠南蒙古各部的会盟，但会盟地点和名称尚不固定，康熙年间多伦会盟後此制度扩展到漠北，同时清廷停派大臣参加，改由蒙古王公轮流出任盟长，乾隆年间清廷给内外蒙古十盟会盟长颁发印信，印文中以会盟地作为盟名，後又对厄鲁特蒙古各盟赐名。道光以后，內札薩克蒙古设六盟；喀尔喀蒙古设四盟；科布多设三盟，青海蒙古各部设二盟；新疆境内厄鲁特蒙古各部设五盟。

### 中華民國大陸時期
民国初年外蒙古独立後，蒙古人民共和國改革其行政区划，将原先的“盟”（čiɣulɣan）改为“部”（ayimaɣ），並重新劃分，1946年被中国承认後一般译为「省」。而中国国民政府所能控制的塞北四省境内，其汉语名称未随着蒙古语而改变，“盟”在内蒙古沿用至今。民國19年（1930年）5月，國民政府在南京召開蒙古會議，與會各盟旗代表決議要求蒙古盟、部、旗法制化，成為蒙古地區合法地方行政組織，翌年政府公布《蒙古盟部旗組織法》，使蒙古盟旗制度在中華民國法律上取得與省縣同等與合法地位。國民政府後續制定《蒙古自治原則八項》，並一度在蒙古成立自治政務委員會，後取消該會，並將轄區依省界劃分，成立「綏遠省境內蒙古各盟旗地方自治政務委員會」及「察哈爾省境內蒙古各盟旗群地方自治政務委員會」，分別負責辦理部分盟旗地方自治事務。随着1947年中共主导的内蒙古自治政府成立和1949年國民黨於內戰戰事失利，中華民國政府對各盟旗陸續喪失實際控制。該組織法在2006年被立法院決議廢止。

### 中华人民共和国时期
中华人民共和国成立初期，盟属于地方自治政权，存在相应的人民政府或人民委员会。
1958年4月起，盟虚级化成为自治区政府的派出机构，归类为地级行政区。此后，盟的行政管理机构称“行政公署”，盟也不再设本级的人民代表大会及其常务委员会、政协及其常务委员会，而是设内蒙古自治区人民代表大会常务委员会该盟工作委员会、中国人民政治协商会议内蒙古自治区委员会该盟工作委员会。盟人大工委不具有选举、罢免盟行政公署官员的权力，行政地位上与“地区”类似。截至2005年，仅存三个盟：锡林郭勒盟、阿拉善盟和兴安盟。

## 内蒙古各盟列表
现存的盟
| 汉字               | 蒙古文               | 鲍培转写            | 行政中心     | 备注 |
| ------------------ | -------------------- | ------------------- | ------------ | --- |
| 兴安盟             | ᠬᠢᠩᠭᠠᠨ               | Hinggan             | 乌兰浩特市   | 成立于1954年 |
| 锡林郭勒盟         | ᠰᠢᠯᠢ ᠶᠢᠨ ᠭᠣᠤᠯ        | Xiliin Gôl          | 锡林浩特市   | 成立于1954年 |
| 阿拉善盟           | ᠠᠯᠠᠱᠠᠨ               | Alxaa               | 阿拉善左旗   | 成立于1979年 |
| 巴彦淖尔盟         | ᠪᠠᠶ᠋ᠠᠨᠨᠠᠭᠤᠷ           | Bayan Nûûr          | 临河区       | 1956年甘肃省巴音浩特蒙古自治區和额济纳自治區划归内蒙古自治区，成立巴彦淖尔盟。1958年與河套行政区合并，成立新的巴彦淖尔盟。 2003年12月1日撤盟改设地级巴彦淖尔市。 |
| 哲里木盟           | ᠵᠢᠷᠢᠮ                | Jirem               | 科尔沁区     | 1999年1月13日撤盟改设地级通辽市。 |
| 昭乌达盟           | ᠵᠤᠤ ᠤᠳᠠ              | Jûû Ûd              | 红山区       | 1983年10月10日撤盟改设地级赤峰市。 |
| 乌兰察布盟         | ᠤᠯᠠᠭᠠᠨᠴᠠᠪ            | Ûlaanqab            | 集宁区       | 1954年绥远省烏蘭察布蒙古族自治區舆绥东四旗合并改為烏蘭察布盟。 2003年12月1日撤盟改设地级乌兰察布市。                                                             |
| 伊克昭盟           | ᠶᠡᠬᠡ ᠵᠣᠤ             | Ih Jûû              | 东胜区       | 2001年2月26日撤盟改设地级鄂尔多斯市。 |
| 呼伦贝尔盟         | ᠬᠥᠯᠦᠨᠪᠤᠶᠢᠷ           | Holonbûir           | 海拉尔区     | 1947年兴安省呼伦贝尔各旗改为呼伦贝尔盟。 2001年10月10日撤盟改设地级呼伦贝尔市。                                                                                  |
| 卓索图盟           | ᠵᠣᠰᠤᠲᠤ               | Jôst(iin)           | 朝阳市双塔区 | 1933年滿洲國蒙地奉上时废除，1946年國民政府派員至蒙旗宣撫善後時曾短暫復設，後因內戰再次廢除。范围包含今辽宁省阜新市、朝阳市以及内蒙古自治區赤峰市部分地区。       |
| 察哈尔盟           | ᠴᠠᠬᠠᠷ                | Qahar               | 宝昌县       | 1958年撤销察哈尔盟，分别并入锡林郭勒盟和乌兰察布盟。 |
| 纳文慕仁盟         | ᠨᠤᠨ ᠮᠥᠷᠡᠨ            | Nûûn Moron          | 扎兰屯市     | 1949年4月11日同呼伦贝尔盟合并，成立呼伦贝尔纳文慕仁盟。 |
| 呼伦贝尔纳文慕仁盟 | ᠬᠥᠯᠦᠨᠪᠤᠶᠢᠷ ᠨᠤᠨ ᠮᠥᠷᠡᠨ | Holonbûir Nûûnmoron | 海拉尔区     | 1949年4月11日由舊呼伦贝尔盟和纳文慕仁盟合并，成立呼伦贝尔纳文慕仁盟。 1953年4月撤銷，並成立內蒙古自治區東部區行政公署。                                          |

## 历代设盟情况
- 清代蒙古盟部旗列表
- 中华民国盟部旗列表
- 中华人民共和国在内蒙古自治区所设的盟